# Dallin H. Oaks
Dallin Harris Oaks (12 de agosto de 1932) es un abogado, jurisconsulto, autor, profesor y dirigente religioso estadounidense, quien sirve como Primer consejero de Russell M. Nelson, 17º presidente de La Iglesia de Jesucristo de los Santos de los Últimos Días. Desde 1984 Oaks ha sido miembro del Quórum de los Doce Apóstoles de La Iglesia de Jesucristo de los Santos de los Últimos Días y es desde 2018 presidente de dicha organización. 
Fue presidente de la Universidad de Brigham Young (BYU), profesor de derecho en la Escuela de Derecho de la Universidad de Chicago y juez de la Corte Suprema de Utah. Durante el los años 1970 y 1980, Oaks fue considerado por los administradores Republicanos de los EE.UU. como uno de sus principales proponentes para ser uno de los jueces de la Corte Suprema de los Estados Unidos. Actualmente, es el segundo apóstol de mayor antigüedad entre el apostolado de la Iglesia de Jesucristo SUD.

## Educación

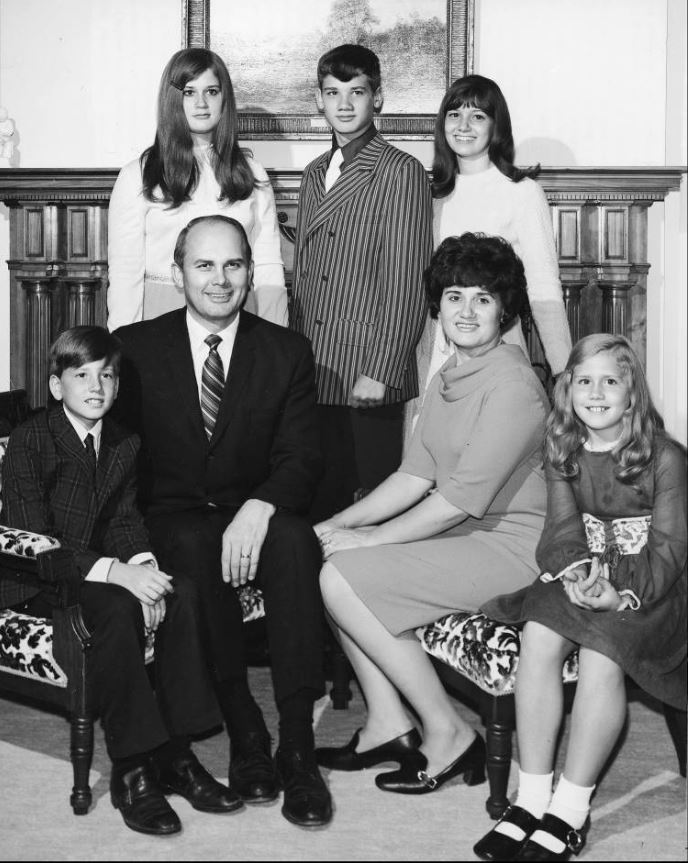
Oaks y su familia en su inauguración como presidente de Brigham Young University

Oaks nació en Provo, Utah, hijo de Stella Harris y Lloyd E. Oaks. Recibió el nombre Dallin en honor al artista de Utah Cyrus Dallin; en vista que la madre de Oaks fue la modelo del artista para La Madre de Pionero, una estatua pública en Springville, Utah;  y estuvo presente para el desenvelo de la estatua menos de tres semanas antes del nacimiento de Oaks. Su padre, quién fue oftalmólogo, falleció como consecuencia de complicaciones de tuberculosis cuándo Dallin tenía siete años. Ambos padres de Oaks recibieron títulos de BYU. Después de que el padre de Oaks falleció, su madre obtuvo un posgrado de la Columbia Universidad y más tarde sirvió como directora de la educación para adultos en el Provo Distrito Escolar. En 1956,  la madre de Oaks se convirtió en la primera mujer en ser miembro del Ayuntamiento de Provo donde sirvió por dos términos, durante el cual brevemente sirvió como asistente del alcalde de la ciudad.
Oaks fue jugador de fútbol americano en sus años en la secundaria y se formó en esos años como ingeniero radiofónico certificado. Se recibió de BYU donde ocasionalmente sirvió como el anunciante de radio de los juegos de basquetbol de la universidad. Fue durante uno de esos juegos de baloncesto donde Oaks conoció a June Dixon, con quien se casó. Debido a su afiliación en la Utah Guardia Nacional y la posibilidad de ser llamado a servir en la Guerra coreana, Oaks no tuvo la oportunidad de servir como misionero de regla para su Iglesia. En 1952, los Oaks se casaron en el Templo de Lago Salado. Oaks se graduó de la BYU con un título en contabilidad en 1954.
Posteriormente Oaks estudió derecho y se recibió en la Escuela de Leyes de la Universidad de Chicago en 1958, donde sirvió como redactor jefe del periódico de leyes de la Universidad.

## Carrera
Oaks fue secretario para el Juez Earl Warren de la Corte Suprema de los Estados Unidos de 1957 a 1958. Después de servir en ese puesto ejerció en el bufete de leyes Kirkland & Ellis en Chicago. Oaks dejó el ejercicio privado en Kirkland & Ellis para ser profesor en la Escuela de Leyes de la Universidad de Chicago en 1961. Durante parte de su tiempo en la facultad de la Escuela de Ley, Oaks sirvió como decano interino. Como profesor se dedicó principalmente a los temas de trust y leyes de propiedad, así como ley de impuestos del regalo. Trabajó con George Bogert en una edición nueva de un casebook en confianzas. En 1968,  fue miembro fundador de la mesa directiva editorial de la revista Diálogo: Una Revista de Mormón Pensó; resignó de la revista a comienzos de los años 1970. En 1969, Oaks sirvió como presidente del comité disciplinario de la Universidad de Chicago. Como parte de esa oficina y al conducir audiencias para quienes habían sido implicados en violaciones, Oaks fue físicamente atacado en dos ocasiones. Durante la primera mitad de 1970, Oaks tomó una ausencia solicitada de la Universidad de Chicago para servir en el consejo legal del Comité de Derechos de la Convención Constitucional del estado de Illionois, donde pudo trabajar estrechamente con presidente del comité, Elmer Gertz.
Los Oaks también sirvieron cinco años cuando presidente del Consejo de administración del Público Retransmitiendo Servicio (PBS) (1979@–84) y ocho años cuando presidente del Consejo de administración del Polynesian Casal.

### Presidente de la Universidad de Brigham Young

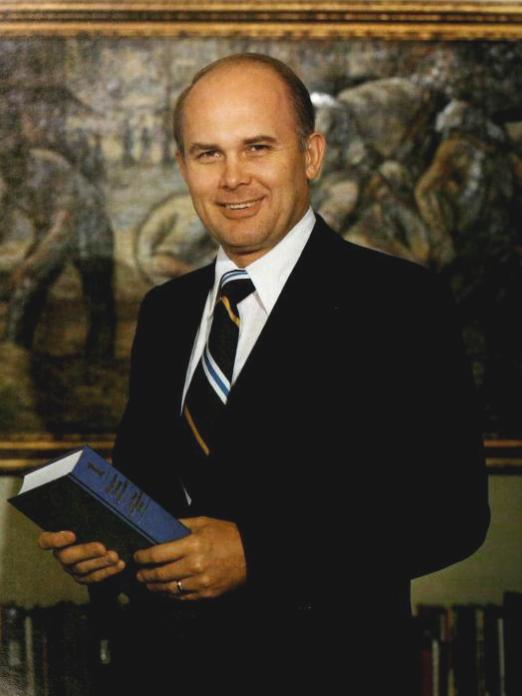
mientras presidente de BYU (1977)

De 1971 a 1980, Oaks fue llamado a ser el 8º presidente de Universidad Brigham Young (BYU), la universidad religiosa más grande en los Estados Unidos. Oaks dirigió el inicio de la Escuela de Derechos J. Reuben Clark de la BYU y la Escuela Empresarial de la misma. Otros cambios importantes bajo la administración de Oaks incluyeron la implementación de un programa de tres semestres anuales que incluye semestres completos durante el invierno y el otoño y plazos medios para la primavera y el verano lo que permitió terminar el semestre de Otoño justo antes de la Navidad. Oaks también estuvo a cargo de una celebración de gran escala para la celebración del aniversario Centennial de la Universidad.
Mientras en BYU, los Oaks dirigieron un esfuerzo para luchar la aplicación de Título IX a programas no educativos en escuelas que no aceptó ayuda de gobierno directo. BYU Era uno de dos escuelas iniciales a oposición de voz a estas políticas. Esto emite finalmente acabado en un acuerdo entre el Departamento de EE.UU. de Educación y BYU aquello dejó BYU para retener requisitos que todo el alumnado soltero del campus.

### Tribunal Supremo de Utah
Al dejar BYU, Oaks fue nombrado como juez en el Tribunal Supremo de Utah. Sirvió en ese puesto de 1980 a 1984, cuándo se retiró después de ser nombrado por la Iglesia SUD como un miembro del Quórum de los Doce Apóstoles. En 1976, Oaks estuvo en la lista del fiscal general de los Estados Unidos Edward H. Levi de los que potencialmente ocuparían el cargo de juez de la Corte Suprema de los Estados Unidos. En 1981, fue considerado por la administración del Presidente Ronald Reagan como candidato a juez de la Corte Suprema de EE.UU.

#### Investigaciones y opiniones notables
Como profesor de derecho, Oaks centró su investigación académica en el concepto de hábeas corpus y la regla de exclusión. En el caso California v. Minjares, el juez William Rehnquist, escribió que "el estudio más comprensivo sobre la regla de exclusión es probablemente la que escribió Dallin Oaks para el Colegio de Abogados de Estados Unidos en 1970, donde se discutió si la ley de exclusión permitía a la policía violar las protecciones individuales de la Cuarta Enmienda constitucional de USA. 
Los Oaks también emprendieron un análisis legal del Nauvoo Expositor,  las acciones del ayuntamiento contra el Nauvoo Expositor. Él opinaba que mientras la destrucción de la prensa de impresión era legalmente cuestionable, bajo la ley del tiempo el diario ciertamente podría haber sido declarado difamatorio y por lo tanto un estorbo público por el Ayuntamiento de Nauvoo . Como resultado, los Oaks concluyeron que mientras bajo la ley haya sido legalmente permisible para oficiales de ciudad para destruir, o "calmar," la impresión gráfica, la destrucción de la prensa de impresión él era probablemente exterior de la autoridad legal del consejo, y sus dueños podrían haber demandado para daños.
Como Tribunal Supremo de Justicia de Utah de 1980 a 1984, Oaks autorizó opiniones en una variedad de temas. En En Re J. P., un procediendo era enseñado en un petitorio de la División de Servicios Familiares para rescindir derechos parentales de madre natural. Los Oaks escribieron que un padre tiene un derecho fundamental protegido por la Constitución para sostener su relación con su niño pero que un padre no obstante puede ser privado de derechos parentales si se demostraba deberes no cumplidos, abandono, y negligencia sustancial.
En KUTV, Inc. v. Conder, representantes de medios de comunicación revisión buscada por apelación y por un escrito de prohibición de un orden exceptuacional de los medios de comunicación de utilizar las palabras "Sugarhouse violador" o diseminando cualquier información en condenas pasadas de defendido durante el litigio de una prueba criminal. Oaks, en la opinión entregada por el tribunal, aguantó que el orden barring los medios de comunicación de utilizar las palabras "Sugarhouse violador" o diseminando cualquier información en condenas pasadas de defendant durante el pendency de la prueba criminal era nula en la tierra que lo no fue acompañado por las formalidades procesales requirieron para el issuance de tal un orden.
En Wells v. La ayuda de los niños Soc. De Utah, un  padre soltero menor acción traída a través de un anuncio de guardián litem buscando custodia de un niño de bebé que había sido liberado a agencia de adopción estatal y posteriormente a padres adoptivos, después del padre había fallado para hacer oportuno archivando de su acknowledgment de paternidad cuando requerido por estatuto. Oaks, escribiendo la opinión para el tribunal, aguantó que el estatuto que especifica procedimiento para rescindir derechos parentales de unwed los padres era constitucionales bajo cláusula de proceso previsto de Constitución de Estados Unidos.
Entre los trabajos editaron por Oaks es una colección de los ensayos titularon La Pared Entre Iglesia y Estatal. Desde entonces deviniendo un apóstol, Oaks coherentemente ha hablado a favor de libertad religiosa y advirtió que es debajo amenaza. Atestigue como un representante oficial de la iglesia en behalf del Acto de Restauración de Libertad Religioso durante congressional oídos en 1991, y entonces otra vez en 1998. Esto era uno de pocas ocasiones en qué la iglesia ha enviado un representativos de atestiguar en behalf de una factura antes del Congreso de EE.UU.

## LDS Apóstol de iglesia

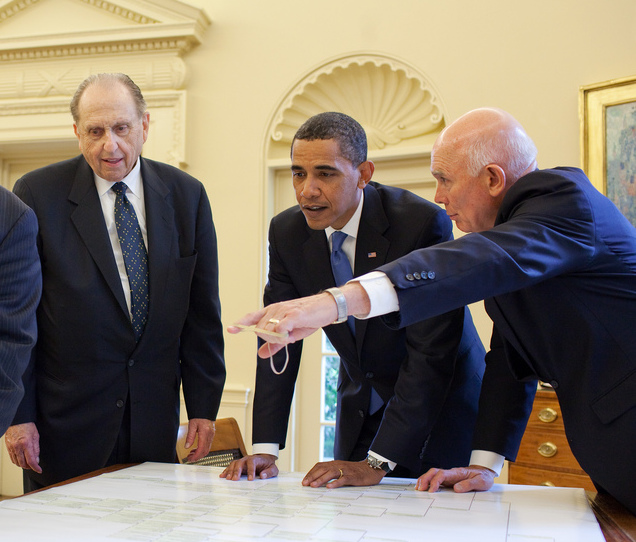
Oaks (lejanos correctos) con LDS presidente de Iglesia Thomas S. Monson (Izquierdo) y Presidente de EE.UU. Barack Obama (centro) en la Oficina Ovalada el 20 de julio de 2009, presentando un volumen personal de la historia familiar (Family Search) del Presidente Obama como regalo del LDS Iglesia.

Encima abril 7, 1984, durante la sesión de mañana del sábado del LDS la conferencia general de la iglesia, Oaks estuvo sostenido un apóstol y un miembro del Quórum de los Doce Apóstoles. Como miembro del Quórum del Doce, Oaks está aceptado por la iglesia como profeta, vidente, y revelator.
A pesar de que fue sostenido el 7 de abril, Dallin H. Oaks no fue ordenado un apóstol hasta el 3 de mayo de 1984. En este tiempo entre ser sostenido y su ordenación, pudo completar sus compromisos judiciales. Del cambio de juzgar a apostolic testigo, Oaks comentaron, "hace Muchos años, Thomas Jefferson acuñó la metáfora, 'la pared entre iglesia y estatal.' He oído el convoca del otro lado de la pared. Soy ocupado haciendo la transición de un lado de la pared al otro."
A la edad de 51 años, fue el apóstol más joven en el quórum en el tiempo y el hombre más joven en ser llamado al quórum desde Boyd K. Packer, quién fue llamado en 1970 a la edad 45 años. Por fecha de ordenación, es actualmente el segundo miembro más antiguo del Quórum de los Doce Apóstoles, precididos por Russell M. Nelson, el presidente de quórum. .
De 2002 a 2004, Oaks preside sobre el área de la iglesia en las Filipinas. Esta asignación era inusual porque responsabilidad para presidir sobre áreas del LDS la iglesia es generalmente delegada a miembros del Quórum de los Setenta.
Encima febrero 26, 2010, Oaks alumnado dirigido en el anual Mormonism 101 Serie convened en Escuela de Ley del Harvard.
Uno de sus asignaciones actuales está siendo un miembro del tablero de gobernar escuelas de Iglesia.
En abril de 2015, incluido tan parte de una asignación para visitar Argentina, Oaks dieron un discurso en libertad religiosa al Consejo argentino para Relaciones Internacionales.
Es nombrado en 2018, presidente en funciones del  Quorum de los Doce Apóstoles de la Iglesia.

## Premios y honores
Oaks ganaron el rango de Águila Scout en 1947, y honrado con el águila Señalada Scout Premio en 1984. Esté nombrado Juez " del Año" por la Utah Barra Estatal en 1984, y sea bestowed el Lee Lieberman Otis Premio para Servicio Señalado por el Federalist Sociedad en 2012. Reciba el Canterbury Medalla del Becket Fondo para Libertad Religiosa en 2013, y reciba la Pilar del Premio de Valle por Cuarto de Valle de la Utah de Comercio en 2014.
Alumnado en la Universidad de Escuela de Ley del Chicago creó el Dallin H. Oaks Sociedad para "aumentar concienciación dentro de la Ley comunidad Escolar de la presencia, creencias, y preocupaciones de alumnado de ley quiénes son miembros de La Iglesia de Jesucristo de Santos de los Últimos Días".